# El Carretón
El Carretón es una localidad del estado mexicano de Guanajuato. Es parte del municipio de San Felipe.

## Demografía
| Gráfica de evolución demográfica |
|                                  |

| Censo | Población |
| ----- | --------- |
| 1900  | 229       |
| 1910  | 306       |
| 1921  | 333       |
| 1930  | 647       |
| 1940  | 436       |
| 1950  | 640       |
| 1960  | 773       |
| 1970  | 937       |
| 1980  | 1 299     |
| 1990  | 1 673     |
| 2000  | 1 916     |
| 2010  | 2 161     |
| 2020  | 2 369     |